# Siluan Șpan
Siluan Șpan, al secolo Ciprian Nicolae Șpan (Gura Râului, 5 marzo 1970) è un vescovo ortodosso rumeno, eparca della diocesi ortodossa romena d'Italia.

## Biografia
Nato in Transilvania da Gheorghe, presbitero, ed Emilia, dopo il servizio militare compie gli studi teologici a Sibiu tra  il 1989 e il 1993: viene dunque ordinato diacono il 21 gennaio 1994 e presbitero il successivo 6 marzo.
Tra il 1994 e il 1998 completa gli studi teologici di dottorato a Parigi e nello stesso periodo assume il ruolo di confessore presso il monastero della Protezione della Madre di Dio a Yonne, dal quale verrà sollevato nel 2001.
Il 21 giugno 2001 riceve la tonsura monastica a Lăzești, prendendo il nome di Siluan, in onore di Silvano del Monte Athos: il 5 luglio successivo viene eletto dal sinodo Vescovo Vicario della Metropolia Ortodossa Romena dell’Europa Occidentale e Meridionale e il primo di settembre viene nominato abate del monastero francese dell’Esaltazione della Santa Croce.
Riceve l'ordinazione episcopale dal metropolita Iosif il 21 ottobre nella parrocchia bordolese di San Giuseppe e viene destinato alla cura pastorale delle parrocchie della Spagna, del Portogallo e del Sud della Francia sino al 2004, quando viene inviato in Italia con il fine di ottenere il riconoscimento legale della locale chiesa ortodossa rumena.
Il 5 marzo 2008 viene eletto dal Santo Sinodo primo vescovo della neocostituita Diocesi Ortodossa Romena d'Italia, ruolo che mantiene tutt'ora: si è mostrato particolarmente attento al tema dell'ecumenismo, partecipando a iniziative con la locale Chiesa cattolica e rilasciando interviste a media cattolici come TV2000.